# 里奇伍德公園 (加利福尼亞州)
里奇伍德公園（英語：Ridgewood Park）是位於美國加利福尼亞州門多西諾縣的一個非建制地區。該地的面積和人口皆未知。

## 地理
里奇伍德公園的座標為39°19′51″N 123°20′29″W / 39.33083°N 123.34139°W，而該地的平均海拔高度為664米（即2178英尺）。